# Rode bies
De rode bies (Blysmus rufus, synoniem: Scirpus rufus) is een overblijvende plant, die behoort tot de cypergrassenfamilie (Cyperaceae). De soort staat op de Nederlandse Rode lijst van planten als zeer zeldzaam, maar stabiel of toegenomen. De plant komt van nature voor langs de kusten op het noordelijk halfrond.
De plant wordt 5–20 cm hoog en heeft kruipende wortelstokken met uitlopers. De rechtopstaande stengels zijn 0,5-1,5 mm dik en hebben tot het midden van de stengel bladeren. Ze zijn op doorsnede rond. De ongeveer 20 cm lange en 1–2 mm brede, gootvormige tot ingerolde, parallelnervige, blauwgrijsgroene bladeren zijn ongekield. De bladschede is rond.
De rode bies bloeit van mei tot september. Aan het eind van de bloeistengel zit een kafjesachtig schutblad, dat korter is dan de bloeiwijze en niet altijd aanwezig is. De roodbruine bloeiwijze is een 1-2 x 0,5–1 cm grote aar, waaraan in twee rijen van twee tot vijf aartjes zitten. Het bloemomhulsel bestaat uit een of twee ruwe borstels met naar voren gerichte weerhaakjes. Per bloempje komen drie meeldraden en twee stempels voor. De kafjes zijn kastanjebruin.
De afgeplat-spoelvormige vrucht is een nootje, dat zonder de snavel 3 mm lang is.
De plant komt voor op zilte grond, waar het zeewater bijna nooit meer komt.

## Namen in andere talen
De namen in andere talen kunnen vaak eenvoudig worden opgezocht met de interwiki-links.
- Duits: Rote Quellbinse
- Engels: Saltmarsh Flat-sedge
- Frans: Scirpe roux